# VIII milenio a. C.
El VIII milenio a. C. comenzó el 1 de enero de 8000 a. C. y terminó el 31 de diciembre de 7001 a. C.

## Acontecimientos (citas requeridas de todos los acontecimientos)
- 8000 a. C.: 
  - Aparecen en el Creciente fértil (región que corresponde a lo que actualmente se son Israel, Líbano, Iraq y Siria) cultivos organizados de trigo y cebada, con grano más grueso que el de las variedades silvestres. Aparecen los primeros pueblos de agricultores.[1]
  - El arte mobiliario más estudiado de esta época es el de la civilización aziliense: guijarros con puntos y líneas de pintura roja, hallados en Francia, España e Italia.[1]
  - En América se extingue el Toxodon
  - En China se comienza a cultivar arroz.
  - En la península ibérica se realizan pinturas de estilo levantino (Mesolítico).
  - En los primeros siglos de este milenio termina la última glaciación viene acompañado por un rápido ascenso en el nivel del mar. Se sumergen los puentes terrestres que unían Asia con Norteamérica y Australia.
  - En Sudamérica se empiezan a cultivar papas (patatas) y frijoles.
  - En Tierra del Fuego (extremo sur de Chile y Argentina) comienzan los primeros asentamientos de paleoamericanos.
  - Los pictogramas sobre piedra del yacimiento sirio de Jerf el-Ahmar parecen ser un primer avance en la evolución de la escritura.[1]
  - Los seres humanos aprenden a tejer (es decir, a entrelazar fibras para formar tejidos).
  - Se establecen comunidades de cazadores-recolectores en la región del Tequendama, El Abra, Nemocón, Tibitó, Vistahermosa, Galindo, Aguazuque, Gachetá y Sueva.[2]
- 8000-7000 a. C.: en el Valle de Tehuacán, en el actual México, había pequeños grupos humanos que se dedicaban a la caza y la recolección.
- 7845 a. C.: Entre el río Éufrates (Irak) y Egipto termina la cultura natufiense (11140-7845 a. C.).
- 7800 a. C.: En el asentamiento urbano de la que será la ciudad palestina de Jericó (la primera ciudad conocida), compuesta por un gran número de casas redondas de ladrillo rodeadas por un foso y una muralla de 3 metros de ancho, se cultiva ya trigo, cebada y legumbres.[1]
- 7730 a. C.: en la quebrada Las Conchas, cerca de Antofagasta (en el norte del actual Chile), comienzan los primeros asentamientos humanos.
- 7640 a. C.: en Marassi, Tierra del Fuego (en el sur del actual Chile) comienzan los primeros asentamientos humanos.
- 7500 a. C.: 
  - Domesticación de la cabra y la oveja en Oriente Medio.[1]
  - En el seno de la cultura mureybetiense, situada en el entorno del río Éufrates, se realiza un cambio importante en la estructura de las viviendas: dejan de ser circulares y se hacen de manera rectangular, construidas a partr de bloques de piedra caliza.[1]
  - En Irak se empieza a usar el lino para hacer tejidos.
  - En Mesoamérica comienza el Periodo Cenolítico Superior.
  - En Turquía se funda la aldea de Chatal Joiuk (la más antigua del mundo), que será destruida por un incendio 2800 años más tarde.
  - Los artistas de la cultura mureybetiense realizan pequeñas figuras femennas en arcilla cocida.[1]
  - Se realizan las primeras embarcaciones conocidas; fueron canoas hechas con troncos ahuecados. Posteriormente, se le agregaron remos para poder avanzar y dirigirlas.
  - Tallas de animales en ámbar, piedra y hueso en Escandinavia y Dinamarca, como el oso de ámbar de Resen Mosen.[1]
- 7500-4500 a. C.: En yacimientos de Dinamarca y Suecia, datados en esta época, se encuentran extensas colecciones de herramientas de madera. Aparecen las primeras muestras de cestería.[1]
- 7370 a. C. aprox.: En Jericó se termina de construir la famosa muralla.
- 7300 a. C.: Representación de manos en negativo, en la Cueva de las Manos, al sureste de Argentina.[1]
- 7020-6900 a. C.: en el sitio Acha. ubicado en la ribera sur del valle del río Azapa, a 7 km del litoral de la actual ciudad de Arica (extremo norte de Chile) se inicia un asentamiento humano, que resulta ser la ocupación costera más antigua de ese país.